# BMW M54
El BMW M54 es un motor de gasolina DOHC (24 válvulas) de 6 cilindros en línea de aspiración atmosférica. Producido entre 2000 y 2006. Con una cilindrada que abarca desde los 2.2L a 3.2L. Distribución por cadena en todas las versiones. Se lanzó en el E53 X5  y es el reemplazo del motor M52. El S54 es el motor de alto rendimiento equivalente, utilizado en el E46 M3, el Z3 M Coupé/Roadster y el Z4 M E85/E86. El motor BMW M56 SULEV (vendido en varios estados de Estados Unidos) se basa en el M54.
El M54 se eliminó gradualmente tras la introducción del motor BMW N52 en 2004. De 2001 a 2003, el M54 fue incluido en la lista de los 10 mejores motores de Ward .

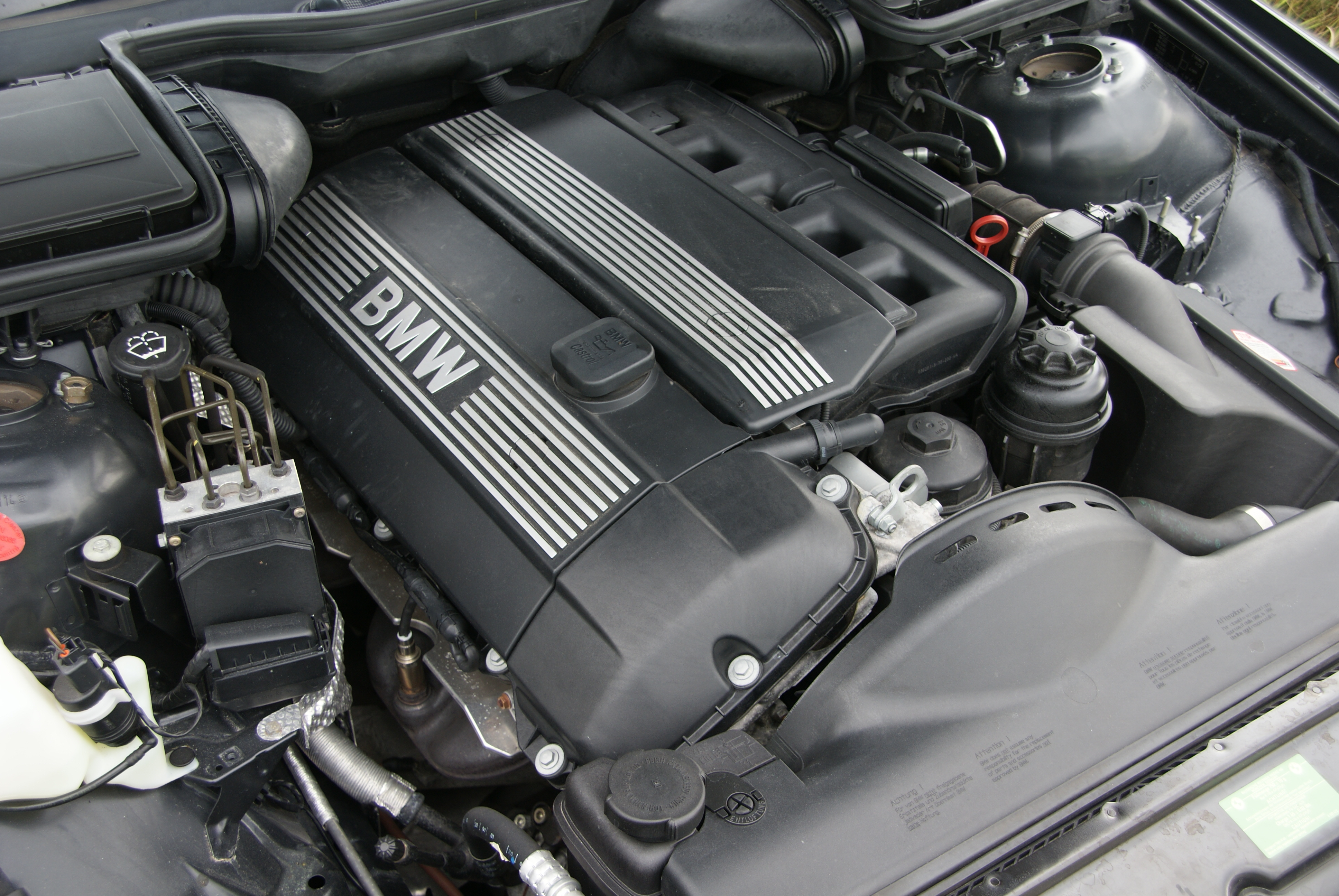
M54B25

## Diseño
En comparación con las versiones finales de su predecesor M52 (llamado 'M52TÜ'), el M54 tiene un sistema de combustible sin retorno, un acelerador totalmente electrónico (sin respaldo mecánico), gestión del motor Siemens MS 43, y un colector de admisión revisado. La cilindrada de la variante más grande aumentó de 2,8 L a 2979 cm³ (3 L), debido a un aumento de la carrera a 89,6 mm (3,53 plg) .
Al igual que el M52TÜ, el M54 utiliza un bloque de aluminio y una culata de aluminio con camisas de cilindro de hierro fundido. Se instalan sincronización variable de válvulas en ambos árboles de levas  (llamado " doble VANOS "), se utiliza un colector de admisión de longitud doble (llamado "DISA") y el termostato se controla electrónicamente. La línea roja se mantiene en 6.500 revoluciones por minuto.
No se produjo ninguna versión de "actualización técnica" (TÜ) del M54, por lo tanto, las especificaciones del motor se mantuvieron iguales durante sus siete años de producción.

## Versiones
| Versión | Cilindrada       | Potencia                    | Par                              | Años      |
| ------- | ---------------- | --------------------------- | -------------------------------- | --------- |
| M54B22  | 2.2 L (2,171 cc) | 125 kW (168 HP) a 6.100 rpm | 210 N·m (155 lb·pie) a 3.500 rpm | 2000–2006 |
| M54B25  | 2.5 L (2,494 cc) | 141 kW (192 CV) a 6.000 rpm | 245 N·m (181 lb·pie) a 3.500 rpm | 2000–2006 |
| M54B30  | 3.0 L (2,979 cc) | 170 kW (231 CV) a 5.900 rpm | 300 N·m (221 lb·pie) a 3.500 rpm | 2000–2006 |
| S54B32  | 3.2 L (3.246 cc) | 252 kW (343 CV) a 7.900 rpm | 365 N·m (269 lb·pie) a 4.900 rpm | 2000–2008 |

### M54B22
Los 2171 cm³ (132,5 plg³) M54B22 producen 125 kW (168 HP) a 6.100 rpm y 210 N·m (155 lb·pie) a 3.500 rpm. El diámetro es 80 mm (3,1 plg), carrera es 72 mm (2,8 plg) y la relación de compresión es 10,8:1.
Aplicaciones
- 2000–2006 E46 320i, 320Ci
- 2000–2003 E39 520i
- 2000–2002 E36/7 Z3 2.2i
- 2003–2005 E85 Z4 2.2i
- 2003–2005 E60/E61 520i

### M54B25
Los 2494 cm³ (152,2 plg³) M54B25 produce 141 kW (189 HP) a 6.000 rpm y 245 N·m (181 lb·pie) a 3.500 rpm. El diámetro interior es 84 mm (3,3 plg), la carrera es 75 mm (3 plg) y la relación de compresión es 10,5:1.
Aplicaciones
- 2000–2002 E36/7 Z3 2.5i
- 2000–2006 E46 325i, 325xi, 325Ci
- 2000–2004 E46/5 325ti
- 2000–2004 E39 525i
- 2003-2005 E60/E61 525i, 525xi
- 2003–2006 E83 X3 2.5i
- 2002–2005 E85 Z4 2.5i

Los 2979 cm³ (181,8 plg³) M54B30 es la variante más potente del M54 y produce 170 kW (228 HP) a 5.900 rpm y 300 N·m (221 lb·pie) a 3.500 rpm. La distribución es por cadena. El diámetro interior es 84 mm (3,3 plg), la carrera 89,6 mm (3,5 plg) y la relación de compresión es 10,2:1.
En Estados Unidos y Canadá, una versión "ZHP" del M54B30 utilizó árboles de levas diferentes y una gestión del motor reprogramada para desarrollar 175 kW (235 HP) a 5.900 rpm y 301 N·m (222 lb·pie) a 3.500 rpm y tienen una línea roja ligeramente más alta de 6.800 rpm (aunque los autos canadienses todavía muestran el limitador a 6.500 rpm en el tacómetro).
El M54B30 estuvo en la lista de los 10 mejores motores de Ward entre 2001 y 2003.
Aplicaciones
- 2000–2006 E46 330i, 330xi, 330Ci
- 2000–2004 E39 530i
- 2000–2002 E36/7 Z3 3.0i
- 2003–2005 E60 530i
- 2002–2005 E85 Z4 3.0i
- 2003–2006 E83 X3 3.0i
- 2000–2006 E53 X5 3.0i
- 2002-2005 E65/E66 730i, 730Li
- 2000–2002 Wiesmann MF 30

## S54
El S54 se comercializó como el equivalente de alto rendimiento del M54, sin embargo, en realidad es más bien una evolución del BMW S50 y comparte pocas piezas con el M54. Al igual que en el S50, el bloque del motor está hecho de hierro fundido, a diferencia del bloque del motor de aluminio utilizado por el M54. La línea roja es 8.000 revoluciones por minuto. Cada cilindro tiene su propia mariposa de admisión. Los casquillos han sido una falla común, especialmente en las primeras versiones.
En comparación con el S50, el S54 presenta: 
- Diámetro aumentado a 87 mm (3,43 plg), lo que resultó en una cilindrada de 3246 cm³ (198,1 plg³)
- Árboles de levas revisados con un cruce más agresivo
- Accionamiento de válvula con seguidor en lugar de taqués tipo cubo
- La relación de compresión aumenta de 11,3:1 a 11,5:1
- Unidad de control del motor Siemens MSS54 (MSS70 en el posterior Z4 M)
- Control electrónico del acelerador
- Bomba de aceite mejorada y cárter seco para evitar la falta de aceite en las curvas (esto también estaba presente en el S50B30 del E36 M3 GT y el S50B32, pero no en el S50B30 normal)

No existe un sucesor directo del S54, ya que la siguiente generación , el M3 E90/E92/E93, estaba propulsado por el motor V8 del BMW S65. Derivado del legendario motor V8 del M3 E46 GTR

### S54B32
Las variaciones en la potencia y el torque a menudo se deben a regulaciones de emisiones específicas de cada país o a restricciones de espacio de un chasis que afectan el diseño del sistema de admisión y escape.
Aplicaciones

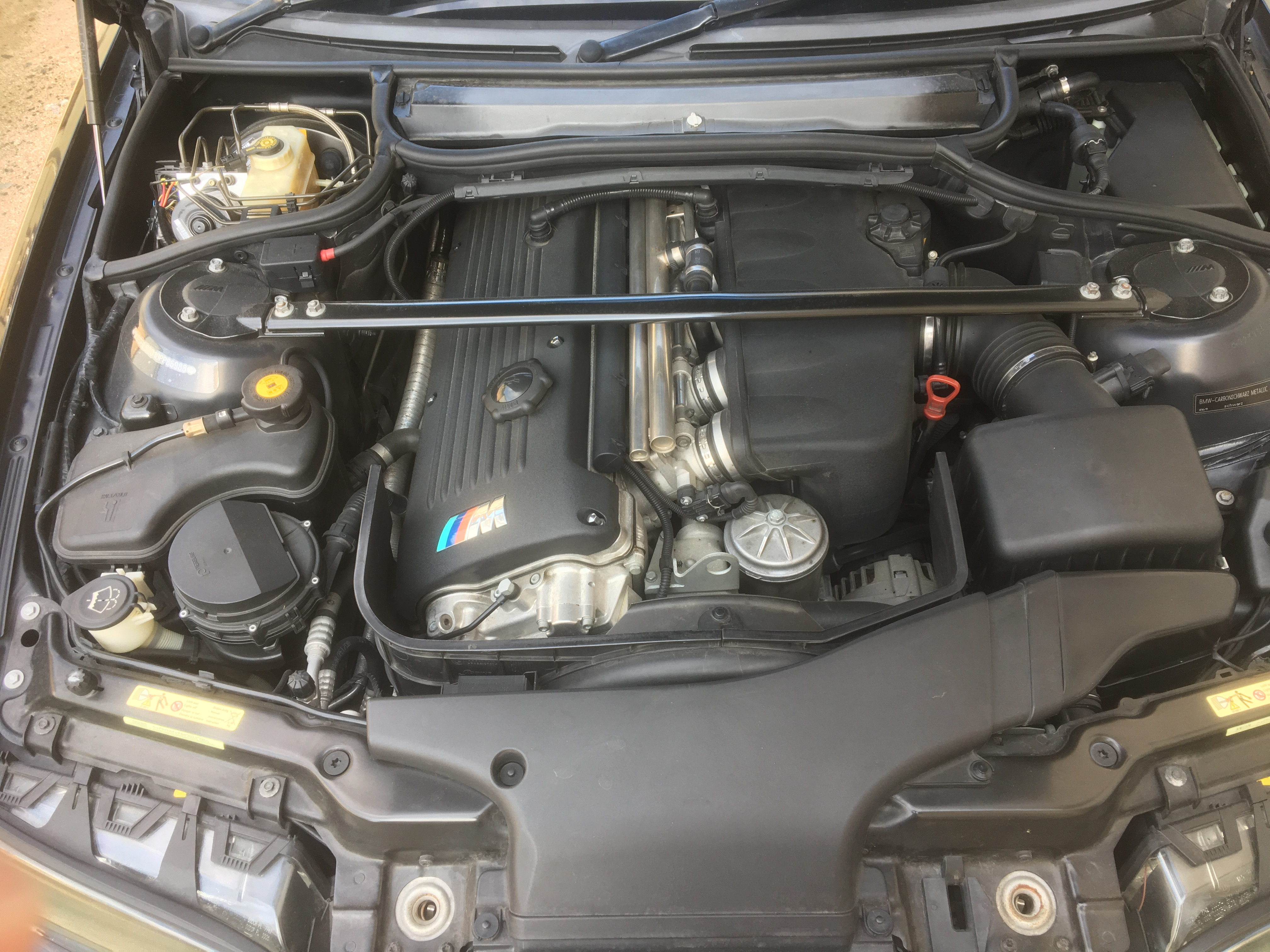
S54B32 en BMW M3

- 2000–2006 E46 M3 : produce 252 kW (343 PS; 338 hp) a 7.900 rpm y 365 N·m (269 lb·pie) a 4.900 rpm. Los modelos para Estados Unidos y Canadá producen 248 kW (333 HP) y 355 N·m (262 lb·pie) .
- 2000–2002 E36/7 Z3 M Roadster, E36/8 M Coupé : produce 239 kW (325 PS; 321 hp) y 354 N·m (261 lb·pie). Los modelos para Estados Unidos y Canadá producen 235 kW (315 HP) y 341 N·m (252 lb·pie) .
- 2002-2011 Wiesmann MF 3 Roadster : produce 252 kW (343 PS; 338 hp) y 365 N·m (269 lb·pie).[15][16]
- 2006–2008 E85 Z4 M Roadster, E86 Z4 M Coupé : produce 252 kW (343 PS; 338 hp) y 365 N·m (269 lb·pie) - Código de motor 326S4. Los modelos para Estados Unidos y Canadá producen 246 kW (330 HP) y 355 N·m (262 lb·pie). El motor del Z4 M utiliza una unidad de control Siemens MSS70.[17]

### S54B32HP

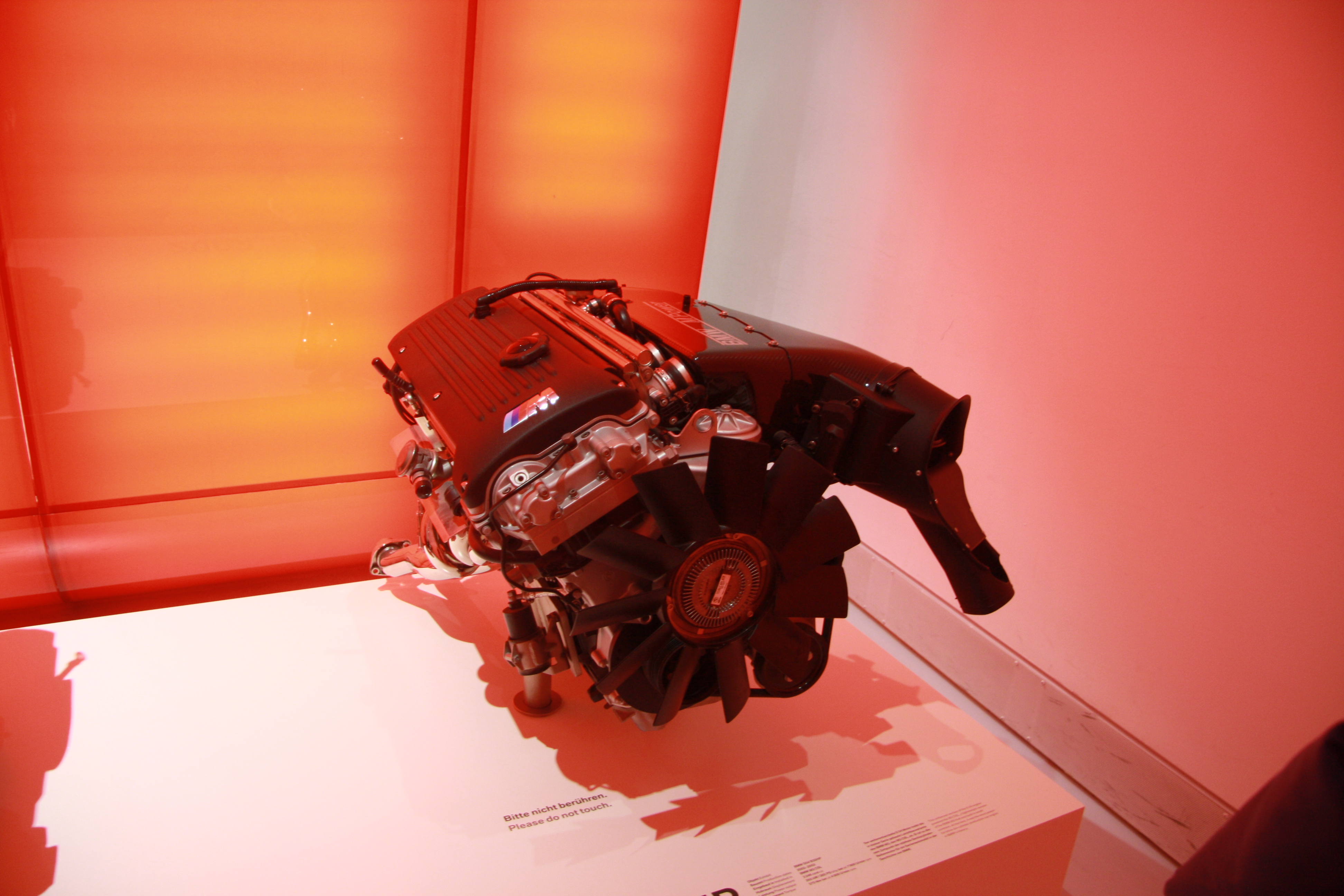
Motor S54B32HP en el Museo BMW, Múnich.

En el E46 M3 CSL se utilizó una versión mejorada del motor S54. Este motor se denomina S54B32HP y los cambios incluyen una admisión revisada hecha de fibra de carbono, árboles de levas revisados, un sensor MAP (en lugar del sensor MAF utilizado en el S54 normal), un colector de escape liviano con una ruta de aire más recta (que luego se convirtió en estándar en el S54 normal) y un colector de admisión enderezado. Además de su electrónica dedicada.
Aplicaciones
- 2003 E46 M3 CSL 265 kW (360 caballos de fuerza), 370 N·m (273 lb·pie) [19]
- 2009 Wiesmann MF 3 Roadster "Edición del 20º aniversario": produce 265 kW (360 caballos de fuerza), 370 N·m (273 lb·pie)